# Isabel Alfonso Candela
Isabel Alfonso Candela (Crevillente, Alicante, 24 de noviembre de 1876-Crevillente, Alicante, 26 de mayo de 1901) fue una escritora, oradora, socialista radical, librepensadora y defensora de los derechos de las mujeres. Vivió en Crevillente, aunque a los 13 años se fue a estudiar a San Sebastián, Guipúzcoa y más adelante tuvo mucha relación con el pueblo de Novelda, Alicante.
Fue colaboradora del periódico El Demócrata de Novelda entre 1899 y 1901 (año de su fallecimiento), por lo que se la considera la primera crevillentina en publicar en prensa.

## Reseña biográfica
Nació en Crevillente, Alicante, el 24 de noviembre de 1876 en el seno de una familia obrera de ideales progresistas. Hija de Isabel Candela Alfonso, presidenta del Círculo Espiritista de Crevillente y de J. Alfonso Pérez, un pastor protestante crevillentino muy activo en la vida social y política de la villa. Crece en el Crevillente de entre siglos, en los cambios de la España que había visto el final de la I República (1873-1874) y que vivía el inicio de la Restauración Borbónica (1874-1931).
Cursó los estudios primarios en el Colegio Público de Crevillente, donde tuvo como profesora a Antonia Jordá hasta la edad de 13 años. Finalmente, obtuvo una beca para estudiar en el Colegio evangélico norteamericano de San Sebastián, fundado por la pedagoga Alice Gordon Gulik. Allí conoció a Homer Lockwood, un estadounidense colaborador del centro que se encontraba de visita, que decidió costear sus estudios y manutención en San Sebastián.
Desde su etapa formativa destacó su dedicación a la escritura, publicando diversos artículos científicos y religiosos de carácter reformista y anticlerical, en La Carta Mensual, El esfuerzo cristiano y El eco de la verdad, publicaciones oficiales del Colegio evangélico de San Sebastián. La decisión de traslado del colegio a Madrid y la inestabilidad política tras la guerra de Cuba precipitó su regreso a Crevillente en 1898.
Terminó los estudios de Bachillerato en el Instituto de 2.ª Enseñanza Jorge Juan de Alicante. Terminados los exámenes del curso y superada la reválida, se matriculó en el primer curso de Filosofía y Letras. En esta etapa conoce a a Luis Serrano, un joven de Novelda con el que inició una relación, aunque nunca llegaron a casarse. Luis era el administrador de la edición noveldense de El Demócrata, un semanario que defendía los valores republicanos. A partir de ese momento, ella y su padre se convirtieron en colaboradores habituales de la publicación y tomaron cierto peso entre la población más progresista de Novelda
Fue una reconocida políglota, ya que hablaba a la perfección castellano, valenciano, francés, inglés y latín. Se encontraba aprendiendo italiano y árabe cuando se contagió de tifus, enfermedad que le causó la muerte a la temprana edad de 24 años, el 26 de mayo de 1901. Sus restos mortales se enterraron de modo provisional en el Cementerio Municipal de Crevillente. Luis Serrano empezó una recolecta de dinero para sufragar la construcción de un Mausoleo de mármol en la zona no católica del mismo, lugar que se destruyó durante el Franquismo y que no se conserva a día de hoy.
Su último trabajo fue publicado de forma póstuma por sus compañeros de semanario, en una Edición especial publicada a modo de panegírico tras su muerte, que se repartió el día que inauguraron el Mausoleo. "Dejó al morir un discurso no concluido, que tenía por propósito de haber leído en la primera conferencia ó meeting republicano que se hubiera celebrado en ésta". En dicha edición, además de las publicaciones de la propia Isabel, se recogen los escritos que le dedicaron sus compañeros de redacción, padres y allegados.

## Hechos destacables tras su muerte
Tras la destrucción de su tumba, sus restos descansaron en un osario hasta que, años después, la familia adquirió un nicho funerario en el Cementerio Municipal de Crevillente. En la actualidad se cubre con una losa de mármol, ornamentada con un relieve del Mausoleo que se le construyó. Con un poema dedicado a ella escrito por su padre.
Desde el 28 de julio de 2022, Crevillente cuenta con una plaza en la calle Sierpe que lleva el nombre de Isabel Alfonso Candela.

## Artículos publicados
- "Todo tiene su razón de ser" (El Demócrata, 7 de mayo de 1899)
- "Consideraciones acerca de la moral y el derecho" (El Demócrata, 13 de agosto de 1899)
- "El amor y el temor a Dios" (El Demócrata, 27 de agosto de 1899)
- "Alegoría" (El Demócrata, 1 de enero de 1901)
- "Influencia de la libertad en las naciones" (El Demócrata, 17 de febrero de 1901)
- "Trabajo póstumo de Isabel" (El Demócrata, 6 de octubre de 1901. Publicación especial en conmemoración de su muerte)